# Fasnacht in Liechtenstein
Die Fasnacht geniesst in Liechtenstein einen besonderen Stellenwert, auch wenn die "Fünfte Jahreszeit" im Fürstentum eine relativ junge Erscheinung ist. Quellen berichten von ersten Fasnachtveranstaltungen zu Beginn des 20. Jahrhunderts. Fasnachtshochburg ist die Gemeinde Schaan.

## Geschichte
Auch wenn es schon länger Fasnachtsveranstaltungen gab, entstand die organisierte Liechtensteiner Fasnacht mit der Einführung des Schaaner Fasnachtsumzug 1952. Organisator war der Fussballclub, der sich daraus einen Zustupf in die Vereinskasse erwartete. Beteiligt waren rund zwei Dutzend Männer, die sich in zwei Fussballmannschaften teilten: Die «Kenia Niggers», in weissem Dress und mit schwarz bemalten Gesichtern sowie die «Hollywood Stars» in bunten Kleidchen und kurzen Röckchen. Auf Wagen zogen sie vom Dorf zum Fussballplatz, wo ein Fussballspiel ausgetragen wurde. In den Jahren von 1953 bis 1956 kamen keine Umzüge zustande.
1957 rollten wieder drei Fasnachtswagen durchs Dorf; die Organisation lag erneut beim Fussballclub. Im Herbst 1957 ging die Verantwortung für die Organisation des Fasnachtsumzugs auf das Vereinskartell, ein Zusammenschluss aller Schaaner Ortsvereine, über. Es wurde ein eigenes Fasnachtskomitee gebildet, das künftig den Umzug organisierte. Beim Umzug von 1958 wurde übrigens erstmals ein Eintritt von 1 Franken erhoben.
In der Folge wurde der Schaaner Fasnachtsumzug jedoch immer kleiner. Durch einen Appell des Fasnachtskomitees an die Schaaner Vereine konnte der Niedergang gestoppt werden. 1964 brach in Triesenberg die Maul- und Klauenseuche aus; um eine weitere Ausbreitung zu verhindern, verbot die Regierung den Fasnachtsumzug. 1965 konnte jedoch die Fasnacht gefeiert werden. Der Umzug war so gross wie noch nie und wurde vom Schweizer Fernsehen mitgeschnitten. Andere Fasnachtsveranstaltungen entstanden im Umfeld des Schaaner Umzugs.
Seit 1966 ist die neu gegründete Narrenzunft für die Organisation des Umzugs verantwortlich. Unter dem Motto «Schaaner Fasnacht maximal» beteiligen sich 28 Gruppen am Umzug. 1977 wurde das 25-jährige Jubiläum der Schaaner Fasnacht gefeiert. Der Umzug zog – trotz starken Föhnsturms – rund 15'000 Zuschauer an.
In den Achtzigerjahren wurde der Umzug immer grösser: Ausländische Guggenmusiken sorgten für musikalische Abwechslung, Fasnachtsgilden aus dem Ausland belebten das Bild, aber auch traditionsreiche Fasnachtsgruppen aus Schaan und anderen Gemeinden brachten Leben in den oft über 70 Gruppen umfassenden Zug. Im Januar 1991 brach nach dem irakischen Einmarsch in Kuwait in der Golfregion Krieg aus. Aus Solidarität mit den Opfern des Krieges und deren Angehörigen wurden sämtliche Fasnachts-Veranstaltungen abgesagt. Es wäre das 25-jährige Jubiläum der Narrenzunft gewesen.

## Veranstaltungen
Neben dem Schaaner Umzug gibt es heute zahlreiche weitere Anlässe in Liechtenstein zur Fasnachtszeit.

### Umzüge
Der Schaaner Fasnachtumzug ist der grösste Umzug der Region mit mehreren Zehntausend Zuschauern und fester Bestandteil in der regionalen Fasnacht. Er findet jeweils am Fasnachtssonntag statt. Daneben erfreuen sich vor allem die Umzüge in Mauren und Triesenberg sowie der Kinderumzug in Vaduz grosser Beliebtheit.

### Monsterkonzerte
1976 fand in Schaan am Fasnachtssamstag auf dem Platz vor der St. Peterskirche das erste Monsterkonzert statt, an dem sich rund 300 Guggenmusiker beteiligten. Es war der Beginn einer neuen Tradition, mit der die Bevölkerung auf den traditionellen Umzug vom Fasnachtssonntag eingestimmt wurde. Seit 1991 findet das Monsterkonzert jeweils auf dem Lindenplatz statt. Das Monsterkonzert vom Fasnachtssamstag wurde zu einem in der Region bekannten und beliebten Anlass. In den letzten Jahren wurde es jeweils von rund 10'000 Zuhörern besucht. Weitere Monsterkonzerte finden in Vaduz, Eschen, Malbun und Balzers statt.

### Beizen- und Strassenfasnacht
1990 wurde das Schaaner Zentrum zwischen St. Peter und Lindenplatz erstmals von Samstagabend bis Sonntagabend für den Verkehr gesperrt. Das war der Beginn der inzwischen traditionellen Strassenfasnacht. Heute beginnt die Strassenfasnacht am Schmutzigen Donnerstag und endet in der Nacht auf den Aschermittwoch. In diesen Nächten ist die Sperrstunde aufgehoben.
Besonders das Restaurant Trüble in Schaan, das jeweils nach dem Motto der Guggamusik Plunderhüüsler dekoriert war, erfreute sich grosser Beliebtheit. Seit dem Frühling 2007 ist das Trüble aufgrund des baufälligen Zustandes nicht mehr verpachtet und wird daher in der Zukunft nicht mehr geöffnet sein. Es entwickelte sich in den vergangenen Jahren zum Fasnachtssport, so lange wie möglich am selben Platz im Trüble zu sitzen, ohne sich dazwischen zu erheben. Aufgrund dieses Umstandes ist zu erwarten, dass sich das Fasnachtsgeschehen ab dem Jahr 2008 mehr auf den Dorfkern von Schaan zwischen Lindenplatz und Restaurant Rössle konzentrieren wird.
Weitere Treffpunkte in Liechtenstein sind das legendäre Lokal Gitzihöll in Malbun, das Restaurant Freiendorf in Mauren und das Restaurant Kreuz in Schellenberg.

### Fasnachtseröffnung und Schlüsselübergabe
In vielen Gemeinden wird zu Beginn der kleinen Fasnacht am 11. November um 11.11 Uhr der Rathausschlüssel an die Narrenzunft oder das Prinzenpaar übergeben. Diese Übergabe wird meist mit Guggamusikauftritten und ersten Fasnachtspartys gefeiert.

### Bälle
Während Schaan die Hochburg der Strassenfasnacht ist, sind vor allem die Törmleparty in Vaduz, der Pfadiball in Balzers und der Gigox in Triesenberg die beliebtesten Fasnachtsbälle. Auch der Crazyball, organisiert von FC Vaduz, zählt jeweils viele Besucher. Für die Kinder finden spezielle Kindermaskenbälle statt.

## Guggamusiken
Die ersten Guggamusiken gab es in Liechtenstein bereits in den Fünfzigerjahren. Diese losen Verbindungen lösten sich aber meist nach einigen Jahren wieder auf. Die erste Guggamusik, die bis heute besteht, entstand im Jahr 1970. In Schaan schlossen sich einige Jugendliche, ausgestattet mit alten Instrumenten der Harmoniemusik oder anderen lärmenden Dingen, zur "Schaaner Guggamusik" zusammen. Die ersten öffentlichen Auftritte erfolgten in den Gasthäusern in Schaan. Im Jahr 1972 erfolgte die erste Teilnahme am Schaaner Umzug. 1976 wurde die Gruppe auf den neuen Namen Röfischrenzer getauft. 2003 wurde der Guggamusik Röfischrenzer durch den Fürsten Hans-Adam II von und zu Liechtenstein eine grosse Ehre erteilt. Sie bekamen den Titel Fürstliche Guggamusik Röfischrenzer Schaan verliehen. Seit 2006 zieren die Farben des Fürstenhauses – Rot / Gold auch die Fahne der Röfischrenzer. In den vergangenen Jahren erfolgten zahlreiche Auftritte im Ausland. Seit mehreren Jahren sind die Röfischrenzer Mitglied bei der Närrischen Europäischen Gemeinschaft und der Föderation Europäischer Narren.
Die Liechtensteiner Guggamusiken sind im Liechtensteinischen Guggamusikverband organisiert. Anders als bei vielen Guggamusiken im Ausland, wechseln die Kleidung der Liechtensteinischen Guggamusiken jährlich. Weitere Guggamusiken sind: Plunderhüüsler Schaan (1972), Törmleguger Vaduz (1974), Moschtgügeler Triesen (1976), Wildmandligugga Triesenberg (1980), Tuarbaguger Eschen (1982), Pföhrassler Balzers (1989), Ratatätsch Schaan (1998) und die Gitzifäger Nendeln (2002). Die Guggamusik Ratatätsch entstand aus einem Rhythmuskurs für Behinderte. Der Verein setzt sich zum Ziel, einen Beitrag zur gesellschaftlichen Integration von Menschen mit Behinderungen zu leisten, und diesen eine Möglichkeit zu bieten aktiv an der Fasnacht teilzunehmen.

## Brauchtümer
Neben den normalen Fasnachtbrauchtümer der Region, wovon in Liechtenstein vor allem das Ruassla und das Bratenstehlen sowie das Sammeln von Fasnachtsplaketten mit Enthusiasmus betrieben wurden, haben sich einige besondere Gepflogenheiten entwickelt.

### Fasnachtszeitungen
Verschiedene Gruppierungen geben in der Fasnachtzeit kleine Zeitungen heraus, die das Jahresgeschehen in der Gemeinde humorvoll kommentieren. Oftmals erschliesst sich der Humor in den Fasnachtszeitungen aber nur einheimischen Lesern, welche die versteckten Anspielungen verstehen können. Als erste Fasnachtszeitung erschien 1922 in Schaan der Eselstuhl. Weitere Fasnachtszeitungen sind der Wingertesel (Schaan), Residenzler (Vaduz), Provinzler (Eschen), Jux (Ruggell), Räbahobel (Mauren), Wildmandli (Triesenberg), Tresner Moscht Press (Triesen) sowie der Buschneger (Gamprin, 2002 eingestellt). Seit 2008 gibt die Liechtensteiner Tageszeitung, das "Liechtensteiner Vaterland" unter dem Titel "Liechtensteiner Fasnachtsland" eine Fasnachtsausgabe heraus.

### Malbuner Gemeinderatswahlen
Malbun ist eine Siedlung in einem Hochtal in den Liechtensteinischen Bergen. Während die Siedlung politisch zu Vaduz und Triesenberg gehört, wird während der Fasnacht ein eigener Gemeinderat gewählt. Zwanzig ungefragte Kandidaten müssen sich jeweils zur Wahl stellen. Das Wahlkampfprogramm beschränkt sich auf das Spendieren hochprozentiger Getränke. Aufgabe des Gemeinderats ist es, während der Amtsperiode für Ruhe und Ordnung zu sorgen.

## Trivia
Der Schaanerfasnachtsruf "Allweg Kwösso" (etwa: Gewiss auf allen Wegen) soll die Antwort eines Schaaners auf die Frage, wo es denn zum Restaurant Rössle ginge, gewesen sein. Der Ruf erinnert an den Ausspruch: "Alle Wege führen nach Rom".
Gerüchteweise wird der Fasnacht in Liechtenstein auch die Erfindung des Flying Hirsch, ein alkoholisches Mischgetränk aus Red Bull und Jägermeister, zugeschrieben. Andere Quellen berichten, dass das Getränk in einem österreichischen Skigebiet erfunden wurde. Dennoch verkleiden sich Liechtensteinische Jugendliche in der Fasnachtszeit seit vielen Jahren als fliegende Hirsche.
Im Liechtensteinischen Landesmuseum ist eine permanente Ausstellung der Liechtensteinischen Fasnacht gewidmet. Auch in anderen liechtensteinischen Museen wurden temporäre Ausstellungen zum Thema gezeigt.